# UIQ
UIQ (skrót od ang. User Interface Quartz) – otwarty interfejs oparty na systemie operacyjnym Symbian wykorzystywany w telefonach komórkowych oraz platforma rozwojowa dla oprogramowania rozszerzającego ich funkcjonalność. Każdy programista może tworzyć aplikacje przeznaczone do wykorzystywania w UIQ w języku C++ przy użyciu opublikowanego na stronie projektu (już niedostępnego do pobrania stamtąd) zestawu narzędzi programistycznych (SDK) lub wykorzystując narzędzia do pisania apletów w języku Java, który jest obsługiwany przez UIQ.
Pierwszym telefonem pracującym pod kontrolą UIQ był Sony Ericsson P800. W 2008 zaprzestano rozwoju tego interfejsu. Ostatnimi urządzeniami z UIQ, które znalazły się na rynku, były modele Sony Ericsson G700 oraz Sony Ericsson G900.

## Historia
W 1998 utworzono nowy dział firmy Ericsson, Mobile Applications Lab, który zajął się tworzeniem opartego na systemie Symbian interfejsu Quartz 6.0. Zaprezentowano go 1 lutego 2000 już w ramach spółki Symbian Ltd. W kwietniu 2001 odbyła się premiera jego nowej wersji, 6.1, która przynosiła między innymi obsługę Bluetooth i WAP 1.2.1. W lutym 2002 projekt został przemianowany na UIQ: Quartz 6.0 przyjął nazwę UIQ 1.0, natomiast wersja 6.1 - UIQ 1.1. Rozwojem przedsięwzięcia zajmowała się już firma UIQ Technology.
UIQ w wersji 2.0 pojawiło się w marcu 2002 wraz z pierwszym telefonem pracującym pod jego kontrolą: modelem Sony Ericsson P800. W 2003 pojawiła się edycja 2.1 interfejsu, która wprowadzała obsługę języka Java zgodną z MIDP 2.0. UIQ nie wzbudzał jednak dużego zainteresowania zarówno producentów (oprócz firm Sony Ericsson i Motorola, które aktywnie uczestniczyły w rozwoju przedsięwzięcia), jak i twórców oprogramowania oraz operatorów, którzy przy wyborze systemu operacyjnego dla swoich produktów decydowali się na systemy Symbian (z interfejsem S60) lub Windows Mobile.
W lutym 2004 pojawiła się zapowiedź trzeciej wersji platformy. Pod jej kontrolą pracował wprowadzony na rynek w sierpniu 2006 Sony Ericsson P990i. W listopadzie 2006 spółka Sony Ericsson ogłosiła chęć nabycia praw do interfejsu poprzez zakup UIQ Technology. Prawa te ostatecznie uzyskała w lutym 2007, by w październiku owego roku odsprzedać połowę udziałów Motoroli. Pojawiły się nowe wersje UIQ, w tym 3.2 dla telefonów bez ekranów dotykowych. Zapowiedziano również wersję 3.3, która miała znaleźć się w nowych modelach firmy Sony Ericsson: G702 (BeiBei) i P5i (Paris), które jednak nie zostały ostatecznie wprowadzone na rynek.
W czerwcu 2008 Sony Ericsson i Motorola zaprzestały rozwijania platformy UIQ. Było to związane z przejęciem przez firmę Nokia kontroli nad spółką Symbian Ltd. i końcem licencjonowania jej systemu operacyjnego na potrzeby UIQ. W chwili obecnej projekt UIQ jest zamknięty.

### Wersje UIQ
UIQ 1.0
- rok wydania: 2000
- zbudowany na systemie Symbian 6.0
- obsługa ekranów o rozdzielczości 240 x 320 pikseli
- zintegrowane funkcje telefoniczne

UIQ 1.1
- rok wydania  2001
- zbudowany na systemie Symbian 6.0
- obsługa standardów WAP 1.2.1, GSM, HSCSD i GPRS oraz Bluetooth

UIQ 2.0
- rok wydania: 2002
- zbudowany na systemie Symbian 7.0
- elastyczny rozmiar ekranu (możliwość zmniejszania obszaru wyświetlania)
- obsługa standardów MMS oraz SyncML

UIQ 2.1
- rok wydania: 2003
- zbudowany na systemie Symbian 7.0
- obsługa języka Java zgodnie z MIDP 2.0

UIQ 3.0
- rok wydania: 2005
- zbudowany na systemie Symbian 9.1
- wzbogacenie interfejsu użytkownika
- możliwość zdalnej konfiguracji usług przez operatora

UIQ 3.1
- rok wydania: 2007
- zbudowany na systemie Symbian 9.2
- obsługa nowych formatów graficznych
- możliwości konfigurowania przycisków funkcyjnych i zobaczenia listy procesów

UIQ 3.2
- rok wydania: 2008
- zbudowany na systemie Symbian 9.2
- obsługa push push e-mail
- wbudowany komunikator internetowy

UIQ 3.3
- rok wydania: 2008
- zbudowany na systemie Symbian 9.3
- wbudowana przeglądarka internetowa Opera 9
- obsługa Opera Widgets

## Urządzenia wyposażone w UIQ
W nawiasach znajdują się wersje interfejsu, w które zostały wyposażone urządzenia.

### UIQ 2.x
Sony Ericsson
- Sony Ericsson P800 (2.0)
- Sony Ericsson P900 (2.1)
- Sony Ericsson P910i (2.1)

Motorola
- Motorola A920 (2.0)
- Motorola A925 (2.0)
- Motorola A1000 (2.1)
- Motorola M1000 (2.1)

BenQ
- Benq P30 (2.0)
- Benq P31 (2.1)

Arima
- Arima U300 (2.0)
- Arima U308 (2.1)

Nokia
- Nokia 6708 (2.1)

### UIQ 3.x
Sony Ericsson
- Sony Ericsson G700 (3.0)
- Sony Ericsson G900 (3.0)
- Sony Ericsson M600i (3.0)
- Sony Ericsson M610i (3.0; prototyp)
- Sony Ericsson P1i (3.0)
- Sony Ericsson P990i (3.0)
- Sony Ericsson W950i (3.0)
- Sony Ericsson W960i (3.0)
- Sony Ericsson G702 (BeiBei) (3.3; anulowany)
- Sony Ericsson P5i (Paris) (3.3; anulowany)

Motorola
- Motorola RIZR Z8 (3.1)
- Motorola RIZR Z10 (3.2)